# Erin Wasson
Erin Wasson (ur. 20 stycznia 1982) – amerykańska modelka, stylistka i projektantka mody pochodzenia niemieckiego.
Erin zadebiutowała na wybiegu w 2000 roku w Stanach Zjednoczonych. Jeszcze w tym samym roku dotarła do Paryża. Pojawiała się na okładkach licznych magazynów mody, w tym francuski, rosyjski, hiszpański i australijski Vogue; brytyjski Harper’s Bazaar, hiszpański Marie Claire oraz fiński, francuski i włoski Elle. Od ponad dziesięciu lat pojawia się na wybiegach u najlepszych projektantów i domów mody na świecie jak: Alexander McQueen, Antonio Berardi, Chanel, Chloé, Christian Dior, Christian Lacroix, Diane von Furstenberg, Dolce & Gabbana, Dries Van Noten, Emanuel Ungaro, Fendi, Givenchy, Gucci, Hugo Boss, Hussein Chalayan, John Galliano, Marc Jacobs, Miu Miu, Moschino, Óscar de la Renta, Prada, Ralph Lauren, Valentino, Versus, Yohji Yamamoto, Balenciaga, Versace, Yves Saint Laurent i Donna Karan. W chwilach wolnych pomiędzy wykonywaniem zawodu modelki i stylistki, projektuje własną odzież.